# Jack Lang
Jack Mathieu Émile Lang (* 2. září 1939 Mirecourt) je francouzský politik, člen Socialistické strany.
Jeho otec Roger Lang pocházel ze zámožné asimilované židovské rodiny, matka Marie-Luce Bouchetová je katolička. Získal doktorát na Institut d'études politiques de Paris a vyučoval veřejné právo na Univerzitě v Nancy, kde také vedl školní divadlo a stál u zrodu mezinárodního divadelního festivalu v Nancy. Od roku 1972 byl ředitelem Théâtre national de Chaillot.
V roce 1977 byl za socialisty zvolen poslancem Národního shromáždění a v roce 1981 ho premiér Pierre Mauroy jmenoval ministrem kultury. Lang tuto funkci zastával v letech 1981–1986 a 1988–1992. Během jeho působení se rozpočet ministerstva více než zdvojnásobil; zasadil se o přijetí Langova zákona, který stanovil maximální marži při prodeji knih na pět procent, zavedl svátek Fête de la Musique a projekce klasických filmů v Palais de Tokyo, vytvořil Národní choreografické centrum a Národní centrum cirkusových umění, podporoval velkolepé stavby jako La Grande Arche, Pyramida v Louvru nebo Zénith de Paris.
V letech 1983 až 1989 zasedal v Pařížské radě a v letech 1989 až 2000 starostou města Blois. V období 1992–1993 a 2000–2002 zastával funkci ministra školství, v letech 1994 až 1997 byl poslancem Evropského parlamentu. Byl rovněž zakladatelem Unie evropských divadel, v roce 1997 předsedal porotě Berlínského mezinárodního filmového festivalu, byl zvláštním vyslancem prezidenta Nicolase Sarkozyho na Kubě a v Severní Koreji, působil jako poradce Organizace spojených národů pro boj s pirátstvím, od roku 2013 stojí v čele správní rady Institut du monde arabe.

## Vyznamenání
- velkodůstojník Řádu prince Jindřicha – Portugalsko, 12. prosince 1984[4]
- důstojník Řádu čestné legie – Francie, 31. prosince 2013
- komandér Řádu umění a literatury – Francie